# Angern an der March
Angern an der March (slovensky Congr) je městys v Rakousku ve spolkové zemi Dolní Rakousy v okrese Gänserndorf. Leží u hraniční řeky Moravy, nachází se zde přívoz do slovenské Záhorské Vsi na protějším břehu.

## Geografie

### Geografická poloha
Angern an der March se nachází ve spolkové zemi Dolní Rakousy v regionu Weinviertel. Rozloha území městyse činí 38,22 km², z nichž 13,1 % je zalesněných.

### Části obce
Území městyse Angern an der March se skládá z pěti částí (v závorce uveden počet obyvatel k 1. 1. 2017):
- Angern an der March (1 432)
- Grub an der March (337)
- Mannersdorf an der March (476)
- Ollersdorf (783)
- Stillfried (355)

### Sousední obce
- na severu: Ebenthal, Dürnkrut
- na východě: Záhorská Ves (SK)
- na jihu: Weiden an der March, Weikendorf
- na západě: Prottes

## Politika

### Obecní zastupitelstvo
Obecní zastupitelstvo se skládá z 23 členů. Od komunálních voleb v roce 2015 zastávají následující strany tyto mandáty:
- 17 SPÖ
- 5 ÖVP
- 1 FPÖ

### Starosta
Nynějším starostou městyse Angern an der March je Robert Meißl ze strany SPÖ.